# Палийчук, Николай Васильевич
Николай Васильевич Палийчук (укр. Микола Васильович Палійчук; род. 17 августа 1971, пгт Ворохта, Ивано-Франковская область) — украинский политик, председатель Ивано-Франковской облгосадминистрации в 2007—2010 годах.

## Биография
В 1991—1995 годах учился в Тернопольской академии народного хозяйства на факультете экономики и управления; получил диплом бакалавра. В 1999—2004 годах учился на юридическом факультете Прикарпатского университета им. В. Стефаника. Также в 2002—2005 годах учился в Национальной академии управления при Президенте Украины на факультете высших руководящих кадров, где получил диплом магистра государственного управления.
С августа 1990 по сентябрь 1991 года работал главным механиком при учебно-спортивном центре «Авангард» в пгт Ворохта. После окончания Тернопольской академии народного хозяйства был частным предпринимателем в г. Яремче Ивано-Франковской области. По данным справочника «Деловая Яремчанщина», занимался бизнесом в области парфюмерно-косметических товаров.
В декабре 2002 года принял присягу государственного служащего.

### Семья
Отец Василий Николаевич (1936—2004); мать Мария Юлиановна (1942) — пенсионерка. Женат, имеет троих детей. Жена Наталья Дмитриевна (1978) — предприниматель; дочери Виктория (2002), Юлиана (2003); сын Виталий (2005).

## Политическая деятельность
С марта 1998 по март 2002 года Палийчук был депутатом Яремчанского городского совета. В апреле 2002 года он был избран городским головой г. Яремче; в этой должности он пребывал до октября 2007 года.
С 22 октября по 31 октября 2007 года — исполняющий обязанности председателя областной государственной администрации; г. Ивано-Франковск. Государственный служащий 1-го ранга.
С 31 октября 2007 по 26 марта 2010 года — председатель Ивано-Франковской областной государственной администрации.
Член партии «Народный союз „Наша Украина“» (НСНУ). Председатель Яремчанской городской организации, заместитель председателя Ивано-Франковской областной организации НСНУ (с марта 2005). В марте 2006 года был кандидатом в народные депутаты Украины от Блока «Наша Украина» (№ 341 в списке). На местных выборах 31 октября 2010 года прошёл по Яремчанскому избирательному округу как депутат-мажоритарщик в Ивано-Франковский областной совет от партии «Наша Украина».
Член правления Ассоциации городов Украины и общин (с декабря 2002). Член Совета городских голов при Президенте Украины (с декабря 2006).

## Награды
Орден «За заслуги» III ст. (22 июня 2007)